# Shikaripura Ranganatha Rao
Shikaripura Ranganatha Rao (Kannada: ಶಿಕಾರಿಪುರ ರಂಗನಾಥ ರಾವ್) (né le 1er juillet 1922 et mort le 3 janvier 2013), mieux connu comme sous le nom Dr SR Rao, était un archéologue indien qui a dirigé des équipes crédité de la découverte d'un certain nombre de sites, y compris les sites harappéens Lothal et Bet Dwarka dans le Gujarat.
Shikaripura Ranganatha Rao a fait ses études à l'Université de Mysore. Dr Rao a conduit des fouilles de nombreux sites importants tels que Rangpur, Amreli, Bhagatrav, Dwarka, Hanur, Aihole, Kaveripattinam et d'autres. Notamment il menait des recherches et des fouilles à Lothal, le premier port connu dans l'histoire et un des plus importants sites de la civilisation de la vallée de l'Indus. Il était aussi le fondateur de la Société d'archéologie marine en Inde.